# Roberto Bolaño

Firma di Roberto Bolaño

Roberto Bolaño Ávalos (AFI: [ɾoˈβeɾto βoˈlaɲo ˈaβalos]; Santiago del Cile, 28 aprile 1953 – Barcellona, 15 luglio 2003) è stato uno scrittore, poeta e saggista cileno.

## Biografia
Bolaño nacque a Santiago del Cile in una famiglia piccoloborghese, figlio primogenito del camionista ed ex-pugile dilettante León Bolaño, di origini galleghe e catalane, e dell'insegnante Victoria Ávalos. Nella capitale non trascorse nemmeno un anno di vita, ma crebbe in varie città del Cile centro-meridionale, quali Los Ángeles, Valparaíso, Quilpué, Viña del Mar e Cauquenes, prima di trasferirsi con tutta la famiglia in Messico nel 1968, all'età di quindici anni. Nel 1977 emigrò in Spagna, precisamente in Catalogna. Lì svolse diversi lavori – vendemmiatore in estate, vigilante notturno in un campeggio a Castelldefels, commesso in un negozio del quartiere – prima di potersi dedicare completamente alla letteratura. Aveva una sorella minore.
A Città del Messico, la famiglia trovò alloggio dapprima nel barrio di Lindavista e poi in Colonia Nápoles e infine in Colonia Guadalupe Tepeyac. Bolaño abbandonò gli studi all'età di diciassette anni, pur mantenendo un interesse fortissimo per la lettura (soleva infatti trascorrere le proprie giornate chiuso per ore ed ore in una biblioteca pubblica della capitale). Col passar del tempo, cominciò a dedicare sempre più spazio alla letteratura, frequentando quello che era il vivace ambiente letterario ed artistico della capitale messicana, e mantenendosi al contempo con svariati lavoretti e scrivendo qualche articolo per le riviste ed i giornali locali. Stando a quanto asserì il poeta cileno Jaime Quezada, amico di lunga data della madre e che tra il 1971 ed il 1972 fu ospite nella loro casa di Città del Messico, il giovane Bolaño non intratteneva molte amicizie e pareva inoltre che trascorresse ben poco tempo fuori dalle mura di casa.
Politicamente vicino all'estrema sinistra, nel 1973 decise - come l'autore stesso ha più volte raccontato - di ritornare in Cile con l'intenzione di appoggiare, assieme a un gruppo di trotskisti provenienti da tutta l'America Latina, il processo di riforme socialiste di Salvador Allende. Alla fine di un lungo viaggio in pullman, autostop e barca (attraversando quasi tutta l'America Latina) arrivò in Cile pochi giorni prima del colpo di Stato di Augusto Pinochet. Poco tempo dopo la caduta di Allende, venne incarcerato a Concepción ma fu liberato dopo otto giorni, grazie all'aiuto di due compagni di studi dei tempi di Cauquenes, che erano tra i poliziotti incaricati di sorvegliarlo. Questo episodio fu lo spunto per il racconto I detective (incluso nella raccolta Chiamate telefoniche). La veridicità del suo racconto è stata sostenuta solamente da Quezada, il quale raccontò d'averlo ospitato, intorno a quel periodo, nella sua abitazione in Cile. Di contro molti altri, tra i quali il sociologo e politico Ricardo Pascoe e la scrittrice e poetessa Carmen Boullosa, hanno espresso dubbi sulla reale presenza di Bolaño in Cile al tempo del golpe del 1973.

### Infrarealismo
Tornò in Messico alcuni mesi dopo, e, insieme al poeta Mario Santiago Papasquiaro (che sarà il modello per Ulises Lima nel romanzo I detective selvaggi), fondò il movimento poetico d'avanguardia infrarealista, che si formò dopo alcune riunioni nel Café La Habana di Avenida Bucareli. Tale movimento, definito come Dada alla messicana, si opponeva radicalmente ai poteri dominanti nella poesia messicana e all'establishment letterario messicano, che aveva allora come figura preponderante Octavio Paz. L'infrarealismo aveva come linee guida la rottura con la letteratura ufficiale e la volontà di stabilirsi come avanguardia. Anche se intorno a questo movimento ruotavano all'incirca una quindicina di poeti, Roberto Bolaño e Mario Santiago Papasquiaro furono gli esponenti stilisticamente più solidi, autori di una poesia quotidiana, dissonante e con vari elementi dadaisti. A causa delle sue caratteristiche e dello spirito contestatore, il movimento infrarealista trovò numerosi nemici e detrattori che lo emarginarono e gli negarono qualsiasi tipo di riconoscimento. La successiva popolarità di Bolaño, però, fece sì che questa emarginazione venisse lentamente superata.

### Il consolidamento letterario
Bolaño esordì nella narrativa con La pista di ghiaccio (1993), uscito tuttavia in poche decine di copie e senza distribuzione. Per questo motivo, il suo libro d'esordio viene considerato La pista degli elefanti (1994), uscito per le edizioni del Comune di Toledo in seguito alla vittoria di un concorso letterario e poi ripubblicato in versione riveduta nel 1999 col titolo di Monsieur Pain. 
Il riconoscimento della critica letteraria e la fama da scrittore si consolidarono repentinamente nel 1998, quando Bolaño, con il suo romanzo I detective selvaggi, diventò il primo scrittore cileno a ottenere il Premio Herralde. Il 2 agosto dell'anno seguente confermò il primato, ricevendo anche il Premio Rómulo Gallegos, sempre per il medesimo romanzo.

### Ultimi anni
Bolaño morì il 15 luglio 2003 all'ospedale Vall de Hebrón di Barcellona, a causa di un'insufficienza epatica e mentre era in attesa di effettuare un trapianto di fegato, lasciando incompleto il romanzo El Tercer Reich, come annunciato da parte dell'agente Andrew Wylie.
Il suo penultimo romanzo, 2666, porta all'estremo la sua inventiva, costruendo la storia attorno a un personaggio, Benno von Arcimboldi, che riprendeva la figura di uno scrittore svanito. Bolaño avrebbe voluto che il libro, composto da cinque parti, fosse pubblicato in cinque libri indipendenti, in maniera da tutelare al meglio, in caso di morte, il benessere economico dei suoi figli. A seguito del decesso, l'editore Jorge Herralde e il critico letterario Ignacio Echevarría revisionarono il contenuto del manoscritto e decisero di pubblicarlo come un'opera unica.
Bolaño ha vissuto gli ultimi anni uscendo poco di casa, a dimostrazione di un'iperprotettività nei confronti dei figli. Tuttavia, secondo quanto riferito dagli amici, sino alla fine ha mantenuto intatto il proprio senso dell'umorismo e dell'ironia, così come il piacere per le conversazioni lunghe, i dibattiti e le discussioni.

## Premi
Nel 1998 vinse il Premio Herralde per la sua opera Los detectives salvajes, per la quale ottenne anche il Premio Rómulo Gallegos nel 1999. Nel 2004, un anno dopo la morte, ottenne postumo il premio Salambó alla migliore opera scritta in castigliano, con 2666.

## Opere

### Romanzi
- Consigli di un discepolo di Jim Morrison a un fanatico di Joyce (Consejos de un discípulo de Morrison a un fanático de Joyce, 1984), scritto con Antoni García Porta, Palermo, Sellerio Editore Palermo, 2007.[17][18]
- Monsieur Pain, Palermo, Sellerio, 1999: romanzo scritto nel 1981 o 1982, venne in origine pubblicato nel 1984[19][20] col titolo La senda de los elefantes in quanto vincitore di un concorso letterario indetto dal Comune di Toledo.
- La pista di ghiaccio (La pista de hielo, 1993), Palermo, Sellerio, 1993-2004; Milano, Adelphi, 2019[21].
- La letteratura nazista in America (La literatura nazi en América, 1996), Palermo, Sellerio, 1998; Milano, Adelphi, 2013.
- Stella distante (Estrella distante, 1996), Palermo, Sellerio, 1999; Milano, Adelphi, 2013.
- I detective selvaggi (Los detectives salvajes, 1998), Palermo, Sellerio, 2003; Milano, Adelphi, 2014.
- Amuleto (Amuleto, 1999), Milano, Mondadori, 2001; Milano, Adelphi, 2010.
- Notturno cileno (Nocturno de Chile, 2000), Palermo, Sellerio, 2003; Milano, Adelphi, 2016.
- Anversa (Amberes, 2002), Palermo, Sellerio, 2007.
- Un romanzetto canaglia (Una novelita lumpen, 2002), Palermo, Sellerio, 2005; col titolo Un romanzetto lumpen, Milano, Adelphi, 2013.
- 2666: La parte dei critici - La parte di Amalfitano - La parte di Fate (2666, 2004), Milano, Adelphi, 2007, postumo.
- 2666: La parte dei delitti - La parte di Arcimboldi (2666, 2004), Milano, Adelphi, 2008, postumo[22].
- Il Terzo Reich (El Tercer Reich, 2010), Milano, Adelphi, 2010, postumo.
- I dispiaceri del vero poliziotto (Los sinsabores del verdadero policía, 2011), Milano, Adelphi, 2012, postumo.
- Lo spirito della fantascienza (El espíritu de la ciencia-ficción, 2016), Milano, Adelphi, 2018, postumo.
- Sepolcri di cowboy (Sepulcros de vaqueros, 2017), Milano, Adelphi, 2020, postumo.

### Raccolte di racconti
- Chiamate telefoniche (Llamadas telefónicas, 1997), Palermo, Sellerio, 1997; Milano, Adelphi, 2012.
- Puttane assassine (Putas asesinas, 2001) Palermo, Sellerio, 2001; Milano, Adelphi, 2015.
- Il gaucho insostenibile (El gaucho insufrible, postuma 2003), Palermo, Sellerio, 2003; col titolo Il gaucho insopportabile, Milano, Adelphi, 2017.
- Tutti i racconti, Milano, Adelphi, 2025 (ISBN: 9788845939921).

### Raccolte di poesie
- Gorriones cogiendo altura, con Bruno Montané, 1975, non pubblicato.
- Reinventar el amor, 1976, inedita in Italia.
- Fragmentos de la Universidad Desconocida, 1992, inedita in Italia.
- I cani romantici (Los perros románticos. Poemas 1980-1998, 1993), trad. Ilide Carmignani, Milano, Edizioni SUR, 2018, ISBN 978-88-699-8127-2.
- El último salvaje, 1995, inedita in Italia.
- Tre (Tres, 2000), trad. Ilide Carmignani, Prefazione di Andrés Neuman, Milano, Edizioni SUR, 2017, ISBN 978-88-699-8060-2.
- L'Università Sconosciuta (La Universidad Desconocida, 2007), trad. Ilide Carmignani, Milano, Edizioni SUR, 2020, ISBN 978-88-699-8226-2.[raccolta postuma delle poesie dal 1977 al 1983]
- Poesía reunida, 2018.

### Saggi, Interviste, Articoli
- Entre paréntesis, Barcelona, Anagrama, 2004.
- Tra parentesi. Saggi, articoli e discorsi (1998-2003) (Bolaño por sí mismo: entrevistas escogidas, 2006), traduzione di Maria Nicola, Collana Saggi.Nuova serie n.63, Milano, Adelphi, 2009, ISBN 978-88-459-2455-2.
- L'ultima conversazione, traduzione di Ilide Carmignani, con un saggio di Nicola Lagioia, Milano, SUR, 2012, ISBN 978-88-97505-07-5.
- A la intemperie: Colaboraciones periodísticas, intervenciones públicas y ensayos, 2018.

## Film tratti dalle sue opere
- Il futuro, regia di Alicia Scherson (2013)

## Adattamenti a fumetti
- Stella distante, adattamento di Javier Fernández, disegni di Fanny Marín, Alfaguara (2018)[23]